# Itapitanga
Itapitanga là một đô thị thuộc bang Bahia, Brasil. Đô thị này có diện tích 410,422 km², dân số năm 2007 là 10315 người, mật độ 25,1 người/km².